# Andy Robinson
Richard Andrew Robinson (Taunton, 3 de abril de 1964) es un entrenador, profesor y exrugbista británico que se desempeñaba como ala. Fue internacional con la Rosa de 1988 a 1995 y su técnico en los años 2000.
Además, fue entrenador del XV del Cardo de 2009 a 2012 y dirigió a Rumania de 2019 a 2022.

## Biografía
Recibido de profesor, enseñó matemáticas y educación física en destacadas escuelas secundarias de su país y fue allí donde empezó a dirigir. Entrenando al Collegiate School de Bristol, ganó la RFU National Schools Cup en 1995 y 1996.
Es vegetariano. Tiene una hija y tres hijos: incluido Olly Robinson, también un rugbista profesional.

## Carrera
Con una estatura de 1.75 m y un peso de 88 kg, la talla de un back, Robinson era pequeño para ser un ala. No obstante, remendaba su físico con un tackle fuerte y una feroz agresividad con el balón.
Realizó toda su carrera en el Bath Rugby, debutando en 1986, haciéndose profesional desde 1995 con la era abierta y se retiró en 1997. También representó a los Barbarians, jugando frente a Rusia por la creación del equipo en 1992 y la disolución del seleccionado soviético.

### Selección nacional
Geoff Cooke lo convocó a la Rosa en junio de 1988, debutó contra los Wallabies y fue seleccionado muy irregularmente. En noviembre de 1995 jugó su última prueba, enfrentando a los Sringboks consagrados recientemente campeones del mundo.
En 1989, el escocés Ian McGeechan lo seleccionó a los Leones Británicos e Irlandeses para participar de la gira por Australia y jugó seis partidos de entrenamiento. Más tarde ese año, fue convocado nuevamente para disputar la extraordinaria prueba ante Les Bleus y jugó de titular.

## Entrenador
Tras su retiro como jugador, asumió como entrenador en jefe del Bath Rugby y lo dirigió hasta 2000. Ese año se unió como asistente de Clive Woodward y entrenador de forwards de Inglaterra, siendo parte del plantel ganador (único hasta la actualidad) en Australia 2003.
Además, en 2001 asistió al neozelandés Graham Henry en los Leones para la gira por Australia.

### Inglaterra
En septiembre de 2004, tras el retiro Woodward, la Rugby Football Union lo nombró nuevo director técnico y permaneció en el cargo hasta noviembre de 2006, cuando renunció alegando falta de apoyo de la RFU.
Ganó solo nueve de veintidós pruebas y dimitió tras dos derrotas consecutivas ante los Springboks. Además, en 2005 también asistió a Woodward en los Leones para la gira a Nueva Zelanda; considerada la peor performance en la profesionalidad.

### Edinburgh Rugby
En agosto de 2007, la Unión Escocesa de Rugby lo nombró nuevo entrenador en jefe de Edinburgh Rugby y del seleccionado de Escocia A, junto con Sean Lineen: el entrenador de los Glasgow Warriors.
En su primera temporada, el club salió tercero en la Liga Celta y consiguió el resultado más alto de la historia de un equipo escocés hasta ese momento, a pesar de que numerosos jugadores internacionales se habían transferido la ventana anterior por contratos más lucrativos en Francia e Inglaterra. En la Liga Celta 2008-09, Edinburgh superó a Leinster Rugby en la última fecha y terminó subcampeón por detrás del Munster Rugby.

### Escocia
En junio de 2009 fue nombrado nuevo técnico del XV del Cardo, en reemplazo de Frank Hadden. Dirigió a la selección en Nueva Zelanda 2011, donde Escocia por vez primera fue eliminada en la fase inicial y en aquel momento se convirtió en la peor participación mundialista de la historia del seleccionado.
R una derrota por 21-15 contra Tonga. Aunque logró victorias históricas sobre los Springboks y los Wallabies, llevando a Escocia a un sexto lugar récord en el ranking mundial, renunció en noviembre de 2012 tras una derrota local ante Tonga y un período de resultados decepcionantes.

### Bristol Bears
En febrero de 2013, los Bristol Bears anunciaron que Andy Robinson se uniría como nuevo entrenador y en 2016 el club ganó el ascenso a la Premiership Rugby bajo su mando. Renunció inmediatamente luego de la hazaña.

### Rumania
Asumió la conducción de los Stejarii en 2019, pero renunció en 2022 luego de obtener malos resultados.